# ミュリエルの結婚
『ミュリエルの結婚』（Muriel's Wedding）は、1994年製作のオーストラリア映画である。P・J・ホーガン監督。主役を演じたトニ・コレットは役作りのため体重を40ポンド（20キロ）増やした。

## あらすじ
ミュリエルは職もなく、内向的で、友達もいない太めの女性。何をやっても上手く行かず、毎日ただ大好きなABBAを聞いて過ごすだけだった。彼女は結婚すればすべてが変わるはずと信じて、誰もがうらやむような結婚をしようと突っ走り、やがて、訳ありでハンサムな水泳選手と結婚するが…。

## キャスト
※括弧内は日本語吹替（VHS版）
- ミュリエル・ヘスロプ - トニ・コレット[1]（井上喜久子）
- ロンダ - レイチェル・グリフィス（深見梨加）
- ビル・ヘスロプ - ビル・ハンター（阪脩）
- ベティ・ヘスロプ - ジニー・ドリナン（さとうあい）
- デヴィッド - ダニエル・ラパイン